# Laurent Thévenot
Laurent Thévenot (* 1949) ist ein französischer Ökonom und Soziologe.

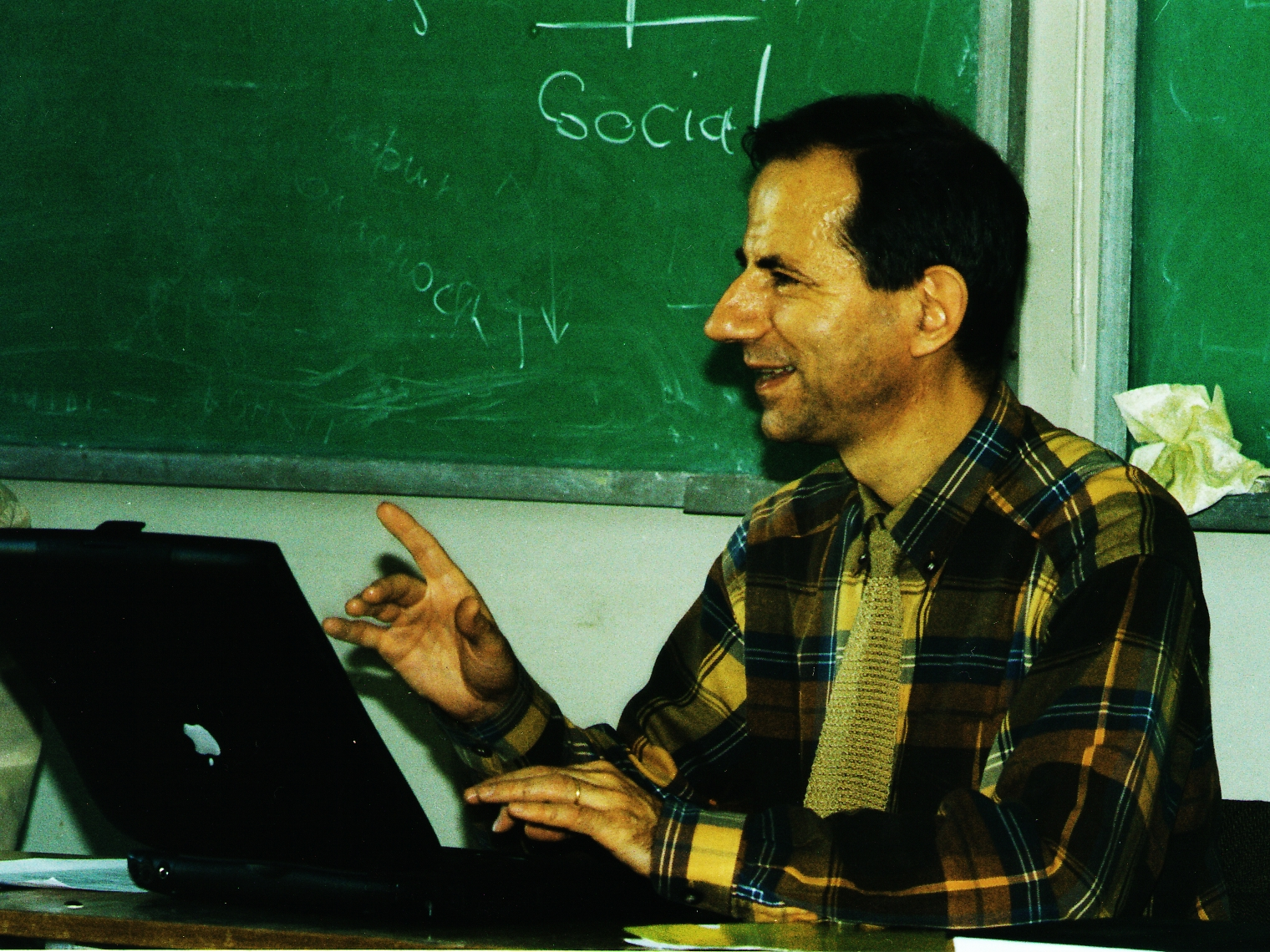
Laurent Thévenot

Gemeinsam mit Luc Boltanski ist er maßgeblich an der Entwicklung einer pragmatischen Soziologie der Kritik sowie einer besonderen konventionalistischen Perspektive in den Wirtschafts- und Sozialwissenschaften, der économie des conventions (EC), beteiligt (siehe auch Marktsoziologie).
Innerhalb der EC besteht sein Betrag insbesondere im Bereich der Organisations- und Institutionsforschung. Dabei spielt sein Begriff der Forminvestition eine besondere Rolle. 
Seine Forschungstätigkeit führt ihn in den letzten Jahren verstärkt zur Ausformulierung einer pragmatischen Soziologie des Engagements.